# Rhodochlora basicostalis
Rhodochlora basicostalis es una especie de polilla de la familia Geometridae. La especie fue descrita por primera vez por Paul Dognin habiendo sido descrita en 1900, con distribución en Ecuador. El holotipo de la especie fue descrita en los alrededores del sector El Monje, al sur de la ciudad de Loja.